# Îlot Balmoral
L'îlot Balmoral (en anglais : Balmoral Block) est un îlot du centre-ville de Montréal situé dans le Quartier des spectacles à l’ouest de Place des Arts et délimité par la rue Sainte-Catherine et le boulevard De Maisonneuve, et les rues De Bleury et Balmoral, jouxtant la place des Festivals.

## Historique
Originellement, l’îlot Balmoral était composé de tout l’îlot délimité par les axes Jeanne-Mance – de Bleury – De Maisonneuve – Sainte-Catherine et séparé du nord au sud en son milieu par la petite rue Balmoral. 
Le promoteur immobilier Trizec (en) avait acquis la moitié ouest dans les années 1970 et comptait y démolir les bâtiments, mais il a fait un échange en 1982 avec la Ville de Montréal qui était propriétaire de la partie est et devint ainsi propriétaire de la moitié sud de l’ensemble, la Ville gardant la partie nord pour d’éventuels logements. En août 1985, Trizec annonça un projet de 100 millions de dollars, « une seconde Place Ville Marie » de 50 étages, mais sans lui donner de suites.[réf. nécessaire]
Le gouvernement péquiste de Bernard Landry voulait installer un complexe culturel et administratif, comprenant la salle de l'OSM et la Maison des conservatoires. La Société immobilière du Québec a acheté les édifices et la portion sud des terrains du lot en juillet 2000 pour 3,5 millions de dollars. Le projet du complexe a été abandonné en novembre 2003.
Dans le développement du Quartier des spectacles, la moitié est du site fut convertie en place des Festivals en 2009 et les immeubles de la partie ouest, l'îlot Balmoral actuel, furent rénovés à des fins artistiques.

## L’immeuble de l’ONF
Par extension, le terme Îlot Balmoral en est venu à désigner l’immeuble de l’ONF, le principal édifice de l’îlot. Celui-ci abrite le siège de l'Office national du film du Canada ainsi que l'École des arts numériques, de l'animation et du design, un campus de l'Université du Québec à Chicoutimi (UQAC).

## Autres immeubles

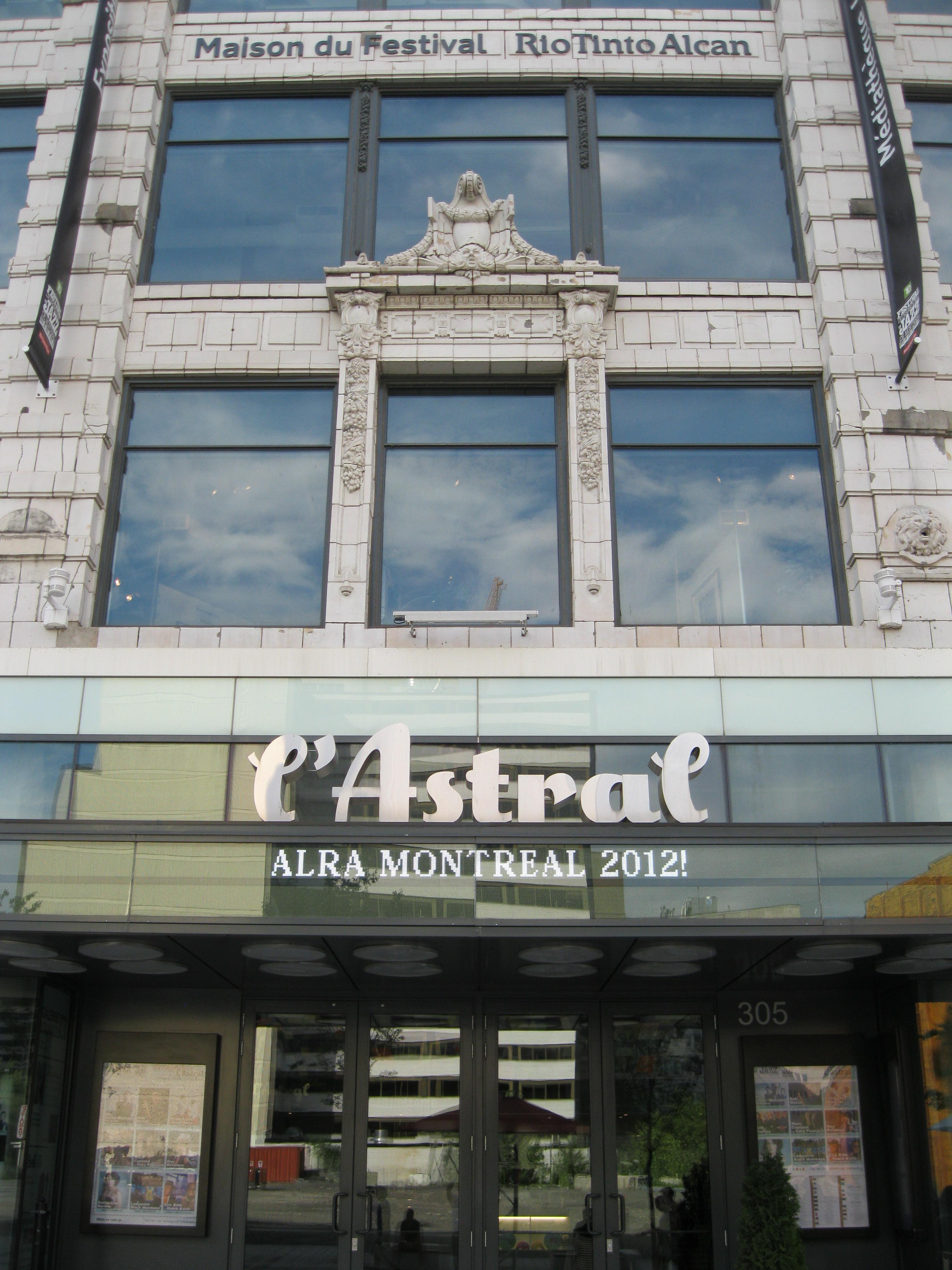
L'Astral, Maison du Festival Rio Tinto Alcan

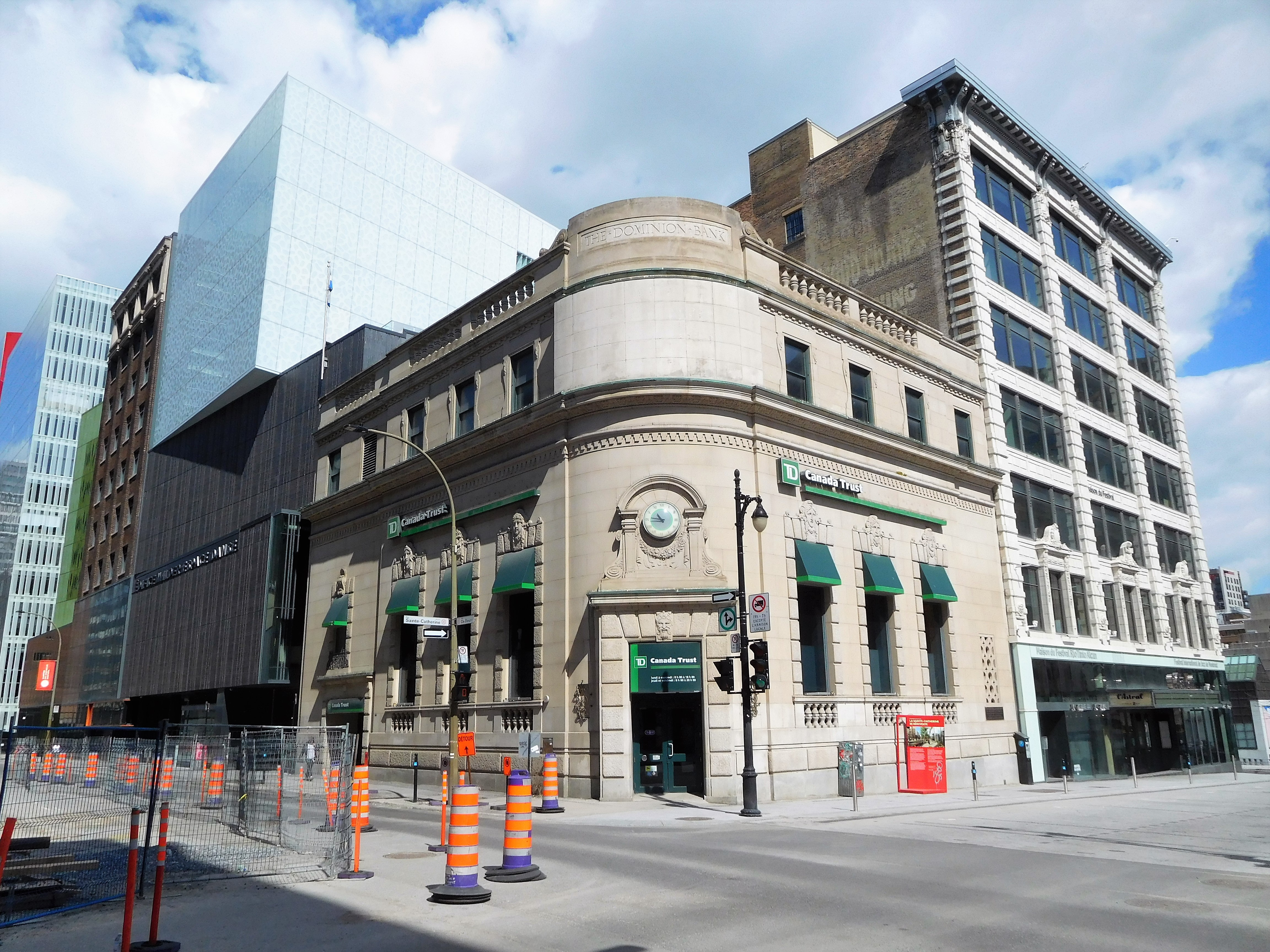
Coin sud-ouest, avec l'édifice de la Banque Dominion au premier plan.

L'Édifice Wilder - Espace danse est situé au 1435 rue De Bleury, en face du siège de l’ONF sur la côté sud de la rue Mayor à son extrémité est. Comportant 11 étages, il est constitué en partie de l’édifice Wilder, un ancien immeuble industriel d’une superficie de 12 400 mètres carrés datant de 1918 et d’un édifice neuf terminé en 2017. Il loge quatre grandes institutions de la danse au Québec : les Grands Ballets Canadiens, Tangente, l’École de danse contemporaine de Montréal et l’Agora de la danse. 
La Maison du Festival Rio Tinto Alcan ou édifice Blumenthal est située au 305 rue Sainte-Catherine Ouest, juste au sud du précédent. Elle héberge l’administration du Festival international de jazz de Montréal et Le Studio TD (anciennement l’Astral), une salle de spectacle. La façade en terre cuite de ce bâtiment de 1910, dans le style de l'École de Chicago, est protégé comme bien patrimonial.
L'édifice de la Banque Dominion au 1401 rue De Bleury, un édifice bancaire de style Beaux-Arts qui est un bien du patrimoine immobilier de Montréal.